# Берр, Бер-Исаак
Бер-Исаак Бер, прибавивший к фамилии де Тюрик (1744—1828), — французский банкир, промышленник и общественный деятель.

## Биография
Сын Исаака Бера (Isaac Berr Orchel, 1695—1754), придворного еврея у Станислава; родился в 1744 году в Нанси. Получил хорошее воспитание, обучаясь еврейскому языку и Талмуду у известного нансийского раввина Якова Перля; от отца он унаследовал должность синдика еврейской общины и, в качестве такового, перевёл на французский язык с еврейского составленное Перлем надгробное слово в память Людовика ХV (1774). В 1777 году вёл широкую, увенчавшуюся успехом агитацию в пользу назначения эндигенского раввина Якова Швейха таковым же в Лотарингию.
После взятия Бастилии (14 июля 1789), с возникновением антисемитских беспорядков на востоке Франции, евреи лотарингских коммун поручили Беру передать Национальному собранию петицию об уравнении в правах; опасаясь, однако, что эмансипация евреев повлечёт за собой ослабление их религиозных и национальных чувств, Бер присовокупил к петиции просьбу ο сохранении за раввинами тех прав по отношению к еврейскому населению, какими они пользовались при старом режиме. 14 октября 1789 г. Бер — от имени Эльзаса, Лотарингии и Трёх епископств — произнёс в Национальном собрании свою речь. На французском речь вышла отдельным изданием (1789); на еврейском языке — в «На-meassef» (1790); также есть немецкий, голландский и русский переводы. В то же время Бер выступил с открытым письмом на имя епископа де Лафара из Нанси, говорившего в Национальном собрании против эмансипации евреев; это письмо вызвало оживленную полемику среди евреев, так как Бер отстаивал в нём по-прежнему принцип сохранения за раввинами гражданской власти (pouvoir civil); особенно резко выступили против Бера люневильская община и его племянник Яков Бер.
После издания Национальным собранием декрета ο равноправии евреев (28 сентября 1791 г.) Бер обнародовал письмо к евреям, в котором в восторженных выражениях, отозвался об акте народных представителей: «Мы теперь, благодаря Высшему Создателю и суверенитету нации, не только люди, граждане, но и французы». В то же время он напомнил евреям, что они теперь с особенной энергией должны взяться за искоренение своих пороков, чтобы доказать всему миру, что они достойны того великого благодеяния, которое им было оказано; евреи должны также изучать французский язык и отказаться от смешного предрассудка, будто религиозные вопросы могут обсуждаться лишь на немецком языке, ближе других языков стоящем к еврейскому.
В 1806 году был членом собрания евреев-нотаблей, являясь на нем представителем ортодоксов, которые выставили его кандидатуру в председатели.
В 1807 году был в числе участников Синедриона; кроме того, он состоял членом муниципалитета Нанси. Во время империи между Бером и бывшим аббатом Грегуаром (тогда уже сенатором) возникла полемика ο характере и значении Талмуда.
В эпоху реставрации Бер не занимался общественной деятельностью, посвятив себя исключительно торгово-промышленным делам. Королевским ордонансом ему разрешено было к фамилии Бер прибавить де Тюрик (фр. de Turique; «из Тюрика») и предписано выдавать ему ежегодную государственную пенсию.
Умер в 1828 году в Тюрике (близ Нанси).

### Семья
Отец Мишеля Бера (1781—1843), первого еврейского адвоката во Франции.

## Публикации
- Réflexions sur la régénération complète des juifs en France, 1806 (есть голландский перевод);
- Discours de la communauté des juifs à messieurs les municipaux et notables de la ville de Nancy, 1790.[3]